# Streptopelia
Streptopelia es un género de aves columbiformes de la familia Columbidae. Sus miembros,  denominados comúnmente tórtolas, son colúmbidos de pequeño o mediano tamaño, que se caracterizan por tener una lista negra o moteada en el cuello, que da nombre al género, además de por su arrullo monótono. Streptopelia procede etimológicamente de la combinación de las palabras griegas στρεπτός (streptos) que significa «cadena» y πέλεια (pelia) «paloma». El género tiene su origen en África, pero varias de sus especies se extienden por el sur de Asia y dos además ocupan Europa.

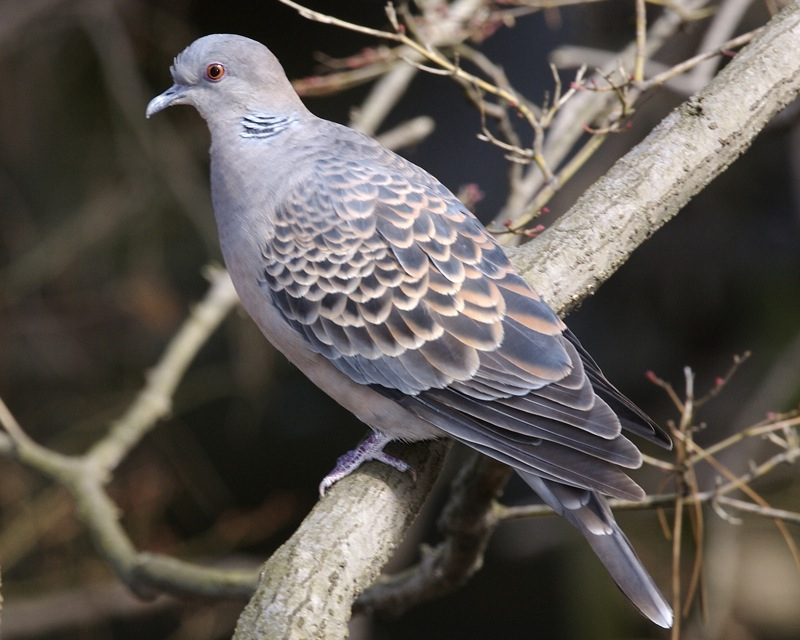
Como Streptopelia orientalis, muchas tórtolas tienen un patrón de color escamado.

## Lista de especies
Actualmente se reconocen trece especies en el género:
- Streptopelia bitorquata (Temminck, 1809) - tórtola bicollar;
- Streptopelia capicola (Sundevall, 1857) - tórtola de El Cabo;
- Streptopelia decaocto (Frivaldszky, 1838) - tórtola turca;
- Streptopelia decipiens (Hartlaub & Finsch, 1870) - tórtola engañosa;
- Streptopelia hypopyrrha (Reichenow, 1910) - tórtola del Camerún;
- Streptopelia lugens (Ruppell, 1837) - tórtola oscura;
- Streptopelia orientalis (Latham, 1790) - tórtola oriental;
- Streptopelia reichenowi (Erlanger, 1901) - tórtola Reichenow;
- Streptopelia roseogrisea (Sundevall, 1857) - tórtola rosigrís;
- Streptopelia semitorquata (Ruppell, 1837) - tórtola ojirroja;
- Streptopelia tranquebarica (Hermann, 1804) - tórtola cabecigrís;
- Streptopelia turtur (Linnaeus, 1758) - tórtola europea;
- Streptopelia vinacea (Gmelin, 1789) - tórtola vinosa.